# Джорджа Бйондані
Джорджа Бйондані (італ. Giorgia Biondani, 14 червня 1997) — італійська плавчиня, де в естафеті 4x100 метрів вільним стилем її збірна посіла 10-те місце і не потрапила до фіналу.